# نخل باب کوچک
نخل باب کوچک (نام علمی: Suastus minuta) نام یک گونه از سرده سواستوس است.